# Монтебразит
Монтебразит (рос. монтебразит; англ. montebrasite; нім. Montebrasit m) — мінерал, гідроксилфосфат літію та алюмінію, ряд амблігоніту-монтебразиту.

## Загальний опис
Хімічна формула: LiAl[PO4](OH); Li заміщається на Na з утворенням натромонтебразиту (Natromontebrasite), а гр. ОН — F з утворенням амблігоніту.
Сингонія триклінна.
Кристали ідіоморфні, великі, округлі.
Спайність досконала.
Густина 3.
Твердість 5,5-6,5.
Колір білий з відтінками жовтого, рожевого, зеленого або блакитного.
Блиск від скляного до масного.
Вперше знайдений в районі Монтебра (Франція), крім того — у масивних агрегатах рудника Кістон, Блек-Гіллс (штат Півд. Дакота, США), Естремадура (Іспанія), Варутреск (Швеція) і Казахстані. В Україні є у Приазов'ї.
Рідкісний.
Руда літію.
За назвою родов. Монтебраз, Франція (A.Des Cloizeaux, 1871).